# Pseudocryphaea
Pseudocryphaea là một chi rêu trong họ Leptodontaceae.